# Министерство по делам национальных меньшинств Израиля
Министерство по делам национальных меньшинств Израиля (ивр. משרד מיעוטים‎  «Мисрад ха-миутим») — правительственное учреждение, существовавшее в Израиле в 1948 — 1949гг. Первым министром был Бехор-Шалом Шитрит, одновременно являвшимся министром полиции. После возникновения Военного управления по делам арабов Израиля, министерство по делам нацменьшинств было расформировано, но в нескольких правительствах Израиля существовала должность министра по делам национальных меньшинств.
- Моше Кацав в первом правительстве Биньямин Нетаньяху являлся министром туризма и министром по арабскому сектору.
- Матан Вильнаи в правительстве Эхуда Барака был председателем межминистерской комиссии по делам арабских граждан.
- Салах Тариф в первом правительстве Ариэля Шарона был первым друзским министром по делам нацменьшинств.
- Авишай Браверман во втором правительстве Биньямина Нетаньяху, министр без портфеля по делам нацменьшинств.